# Pazifischer Schlafhai
Der Pazifische Schlafhai (Somniosus pacificus) ist ein Hai aus der Ordnung der Dornhaiartigen (Squaliformes). Er gehört zur Familie der Schlafhaie (Somniosidae, von lateinisch: „Somnium“ = Traum) und kommt in der Tschuktschensee, im Ochotskischen Meer, im westlichen Nordpazifik von der Beringstraße entlang der Halbinsel Kamtschatka über die Kurilen bis zur japanischen Suruga-Bucht  oder bis nach Taiwan und im östlichen Nordpazifik von den Aleuten entlang der Küste Alaskas bis nach Kalifornien oder Baja California vor. Die südliche Grenze des Verbreitungsgebietes ist nicht genau bekannt, da die Identität der dort vorkommenden Somniosus-Arten ungewiss ist.

## Merkmale
Der Pazifische Schlafhai hat einen relativ stämmigen, schwarzen oder schwärzlich-braunen Körper. Die gesicherte Länge beträgt bis zu 4,4 m, obwohl er möglicherweise eine Länge von mehr als 7 m erreichen kann. Damit würde er zu den größten Haiarten gehören. Die zwei Rückenflossen sind klein und etwa gleich groß. Die erste Rückenflosse liegt hinter der Körpermitte. Eine Afterflosse fehlt. Die den gesamten Körper dicht bedeckenden Placoidschuppen sind klingenartig mit einer nach hinten weisenden Spitze. Im Oberkiefer haben die Haie 46 bis 50 Zähne, im Unterkiefer sind es 26 bis 30. Der Spiraldarm des Pazifischen Schlafhais hat 32 bis 37 Windungen.

## Lebensweise
Der Pazifische Schlafhai lebt in arktischen und gemäßigten Gewässern in der Nähe des Meeresbodens auf Kontinentalschelfen und Kontinentalhängen von der Oberfläche bis zu einer Tiefe von 2200 Metern. Die Haie ernähren sich von Fischen, Kopffüßern, Krebstieren, großen Weichtieren, Robben und Aas. Sie sind wahrscheinlich ovovivipar. Pro Wurf werden etwa 300 Junghaie geboren, die dann etwa 40 cm lang sind.